# Betulla (araldica)
In araldica la betulla compare raramente, perlopiù nell'araldica civica di città del Nord Europa. Talvolta ne compare la sola foglia. Simboleggia l'adattabilità, l'umiltà e la tenacia o, in alternativa, la saggezza.

Betulla araldica: la rappresentazione privilegia la forma della foglia, per identificare la pianta, rispetto all'aspetto generale dell'albero
D'argento, alla betulla di verde (Daga, Svezia)
Di verde, alla betulla d'oro (Gnesta, Svezia)
Partito d'argento e di verde, a due foglie di betulla dell'uno nell'altro, quella a sinistra rovesciata (Björklinge, Svezia)
Betulla al naturale (Besenbüren, Svizzera)
Betulla sradicata al naturale (Bedollo, Italia)
Albero di betulla d'oro (Bedulita)